# Božidar Grigorov
Božidar Grigorov (bulharskou cyrilicí Божидар Григоров) (* 27. července 1945, Sofie) je bývalý bulharský fotbalový útočník. V roce 1976 byl vyhlášen bulharským fotbalistou roku.

## Fotbalová kariéra
V bulharské lize hrál za Slavii Sofia, nastoupil ve 301 ligových utkáních a dal 128 gólů. S týmem vyhrál v roce 1975  bulharský fotbalový pohár. V Poháru vítězů pohárů nastoupil ve 4 utkáních, v Poháru UEFA nastoupil ve 2 utkáních a dal 1 gól a ve Veletržním poháru nastoupil v 7 utkáních a dal 2 góly. Za bulharskou reprezentaci nastoupil v letech 1974–1977 v 6 utkáních a dal 1 gól. Byl členem bulharské reprezentace na Mistrovství světa ve fotbale 1970 a 1974, ale v utkání nenastoupil.  

## Ligová bilance
| Ročník                                | Zápasy | Góly | Klub         |
| ------------------------------------- | ------ | ---- | ------------ |
| 2. bulharská fotbalová liga 1964/1965 | -      | -    | Orlin Pirdop |
| 2. bulharská fotbalová liga 1965/1966 | -      | -    | Orlin Pirdop |
| 2. bulharská fotbalová liga 1966/1967 | -      | -    | Orlin Pirdop |
| 1. bulharská fotbalová liga 1967/1968 | -      | 19   | Slavia Sofia |
| 1. bulharská fotbalová liga 1968/1969 | -      | 17   | Slavia Sofia |
| 1. bulharská fotbalová liga 1969/1970 | -      | -    | Slavia Sofia |
| 1. bulharská fotbalová liga 1970/1971 | -      | -    | Slavia Sofia |
| 1. bulharská fotbalová liga 1971/1972 | -      | -    | Slavia Sofia |
| 1. bulharská fotbalová liga 1972/1973 | -      | 17   | Slavia Sofia |
| 1. bulharská fotbalová liga 1973/1974 | -      | -    | Slavia Sofia |
| 1. bulharská fotbalová liga 1974/1975 | -      | -    | Slavia Sofia |
| 1. bulharská fotbalová liga 1975/1976 | -      | -    | Slavia Sofia |
| 1. bulharská fotbalová liga 1976/1977 | -      | 15   | Slavia Sofia |
| 1. bulharská fotbalová liga 1977/1978 | -      | -    | Slavia Sofia |
| 1. bulharská fotbalová liga 1978/1979 | -      | -    | Slavia Sofia |
| CELKEM 1. bulharská fotbalová liga    | 301    | 128  |              |